# Mafeteng District
Mafeteng District är ett distrikt i Lesotho. Det ligger i den västra delen av landet, 50 km söder om huvudstaden Maseru. Antalet invånare är 351 601. Arean är 2 119 kvadratkilometer. Mafeteng District gränsar till Maseru, Mohale's Hoek District och Fristatsprovinsen. 
Terrängen i Mafeteng District är kuperad åt nordväst, men åt sydost är den bergig.
Mafeteng District delas in i:
- Ribaneng Community
- Makaota Community
- Malakeng Community
- Makholane Community
- Malumeng Community
- Mamants'O Community
- Monyake Community
- Mathula Community
- Metsi-Maholo Community
- Qibing Community
- Ramoetsana Community

Följande samhällen finns i Mafeteng District:
- Mafeteng